# Wilson Oruma
Wilson Oruma (Warri, 30 de dezembro de 1976) é um ex-futebolista nigeriano, que montou boa parte de sua carreira no futebol francês. Foi campeão olímpico.

## Carreira
Atuou por seis equipe gaulesas Lens, Nancy - empréstimo - , Nîmes, Sochaux, Olympique e Guingamp. Jogou também por Bendel Insurance, Samsunspor, Servette.
Oruma, que atuou pela Seleção Nigeriana de Futebol de 1995 a 2006, defendeu o time grego do Kavala, ao lado do pentacampeão mundial Denílson.

### Seleção
Mesmo com quinze anos de Seleção, Oruma disputou apenas 19 partidas e marcou três gols pelas Spuer Águias. Atuou na Copa do Mundo FIFA de 1998, tendo atuado em um jogo. Foi surpreendentemente cortado da Seleção para a Copa do Mundo FIFA de 2002, e a nao-convocação  abalou a carreira de Oruma.